# Universidad Sorbona Nueva-París 3
La Universidad Sorbona Nueva (en francés: Université Sorbonne Nouvelle), también conocida como París 3, es una universidad francesa ubicada en pleno Barrio Latino, en el quinto distrito de París. Está especializada en humanidades modernas, con programas de estudios de grado, maestría y doctorado en: Lenguas, Letras, Artes y Medios de Comunicación, así como Ciencias Humanas y Sociales. En el ranking 2020 de universidades del mundo, París 3 quedó de 71 en enseñanza de artes y humanidades y 32 en lenguas modernas.

## Historia

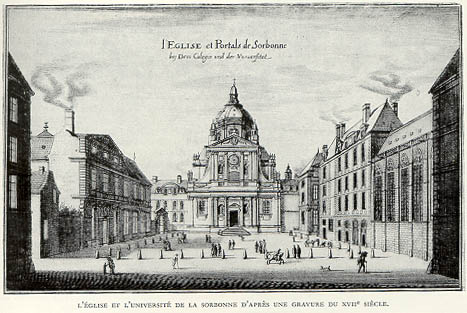
La Sorbona en el.

Es una de las universidades herederas de la antigua Universidad de París y, junto con las universidades París 1 Pantheon-Sorbona y París 4, han mantenido el apodo de «La Sorbona».
Después de los eventos de Mayo del 68, la «Ley de Faure» reorganizó la educación superior francesa, por lo que la Universidad de París fue dividida. La primera vez que el nombre de Universidad Sorbona Nueva fue mencionado en un decreto, data del 21 de marzo de 1970. Sin embargo, los departamentos que conformaron la naciente universidad se crearon a partir de la Facultad de Letras, la cual tuvo una existencia desde 1808 hasta 1969.

## Estructura

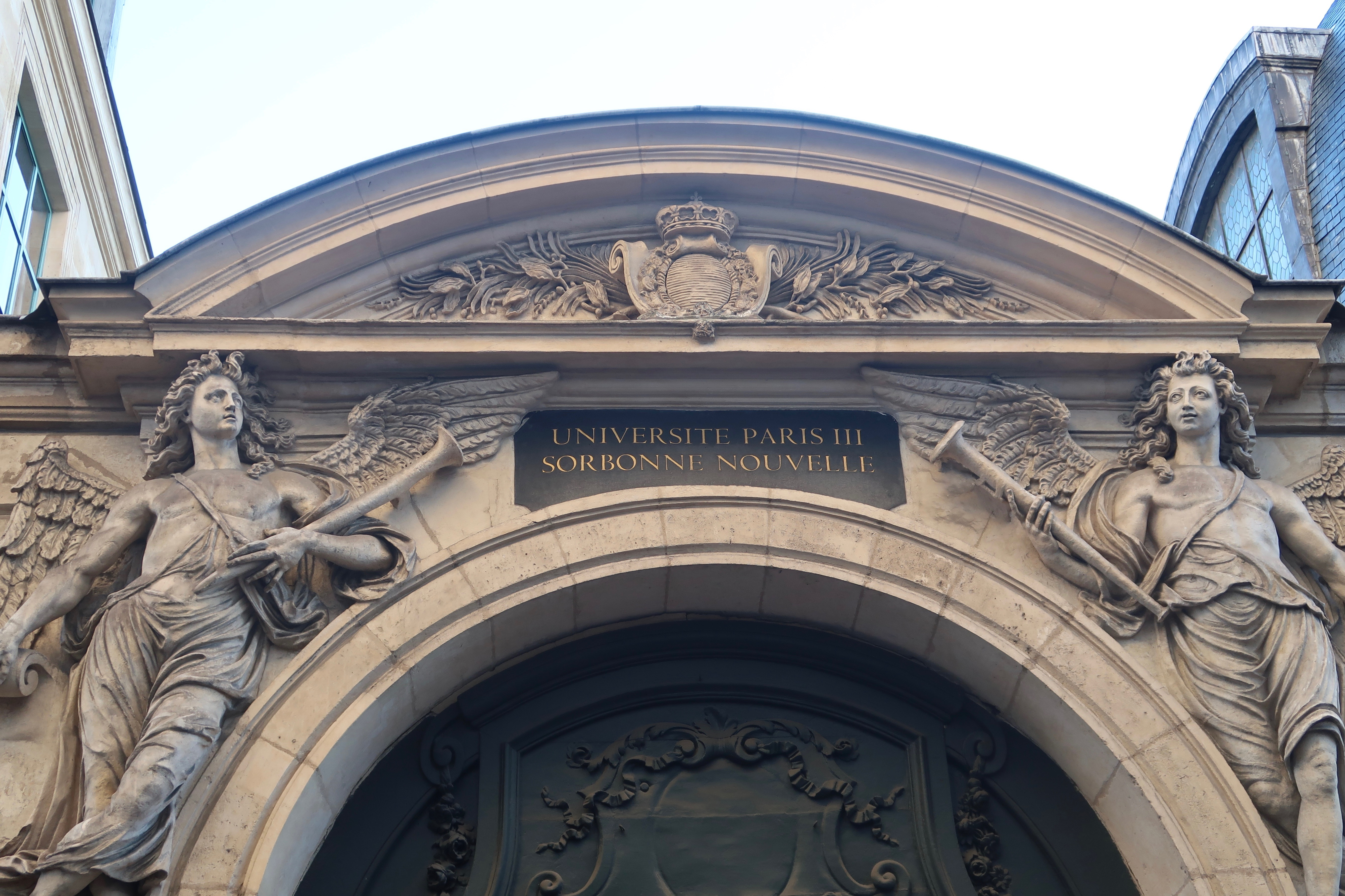
Entrada del Instituto del Mundo Anglohablante de la Sorbona Nueva, en el Barrio Latino de París.

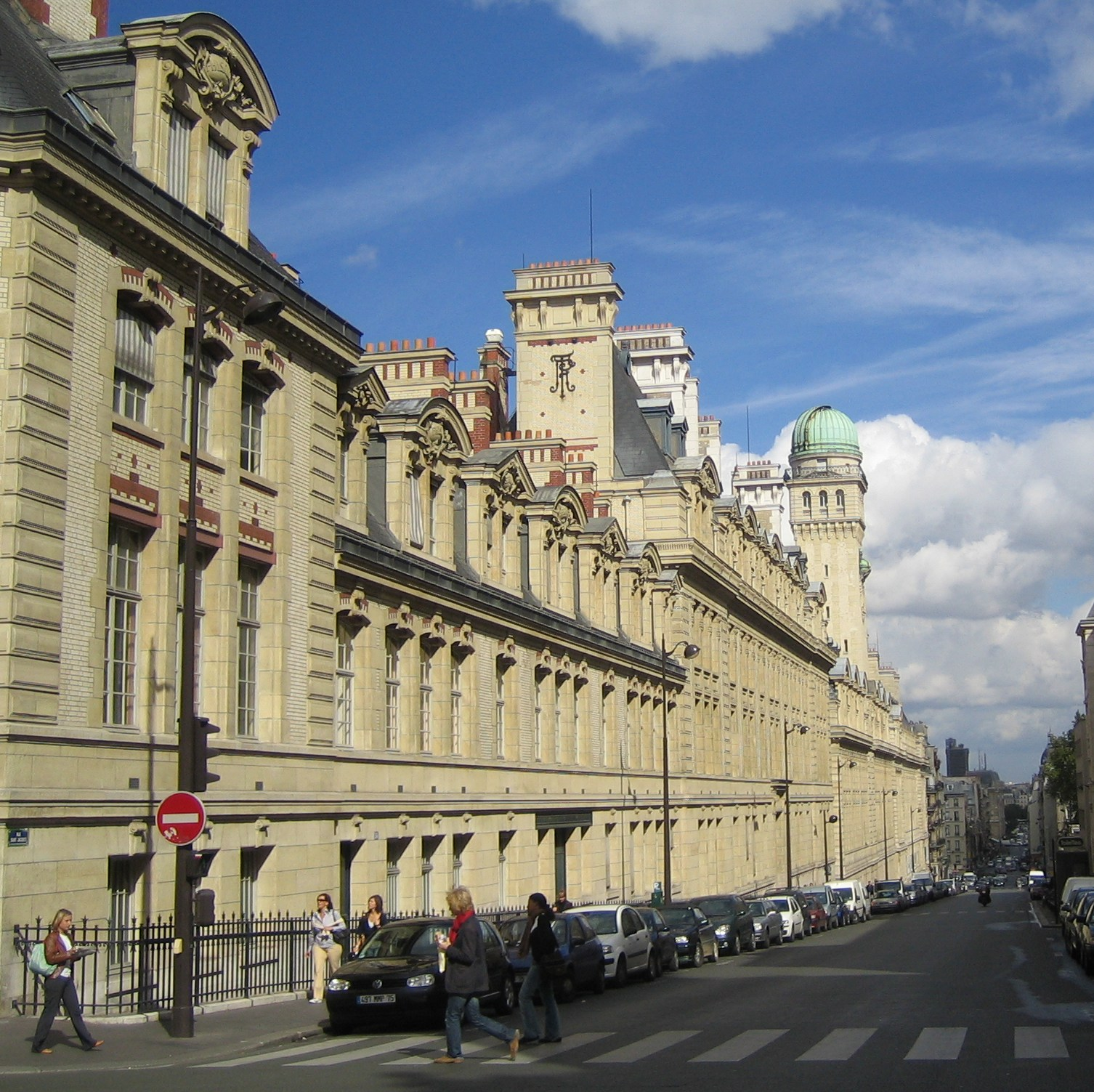
Sede administrativa y del decanato de la Sorbona Nueva.

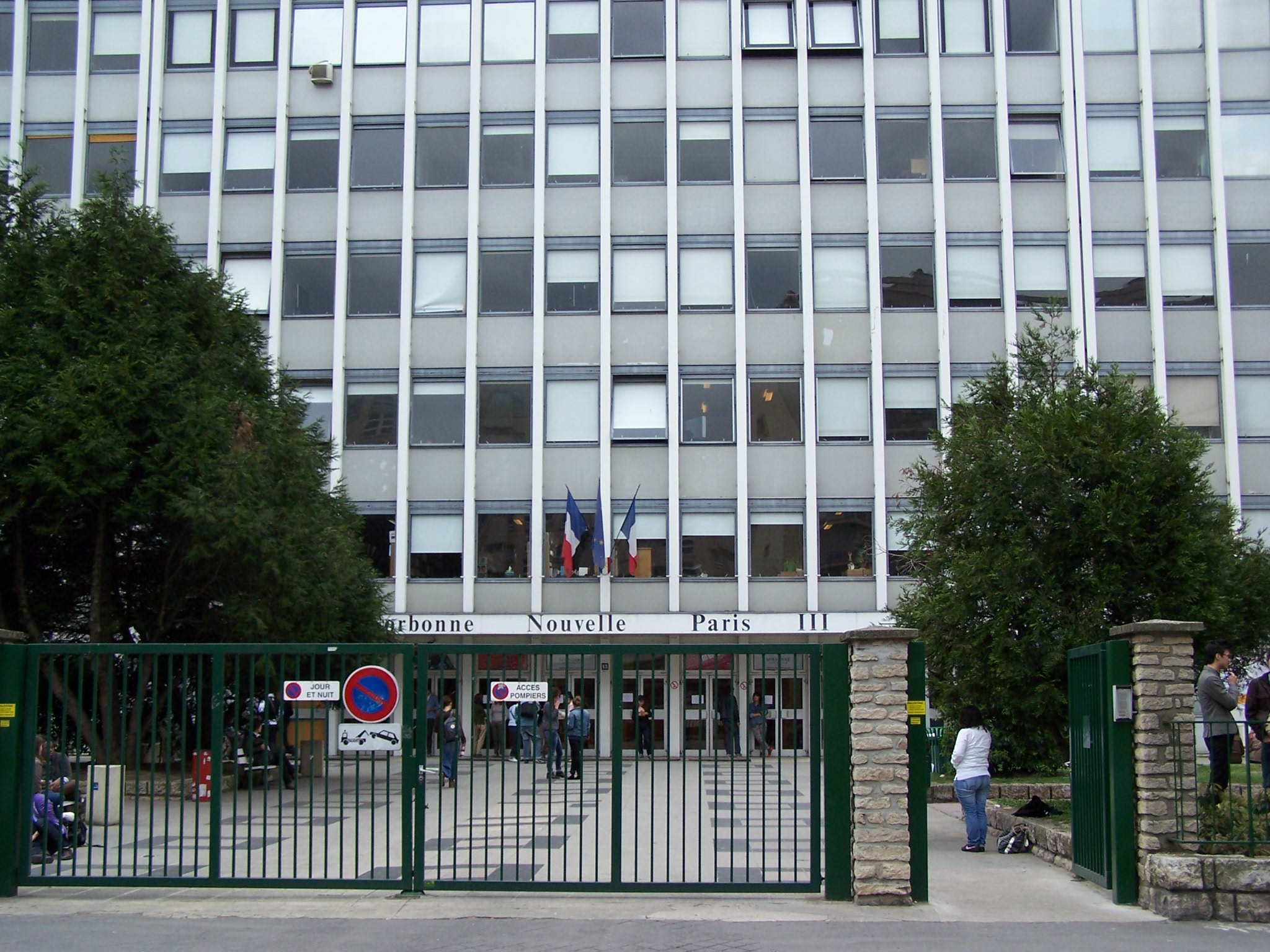
Campus de Censier.

De conformidad con el Código de Educación Nacional, el cual determina la organización jurídica de las universidades públicas de Francia, la Sorbona Nueva se divide en varios componentes. Por un lado, están las Unidades de Formación e Investigación (unités de formation et de recherche: UFR), divididas en departamentos y los «institutos y escuelas». 
La universidad está estructurada de la siguiente manera:

### Artes y Medios de Comunicación (AM)
- Departamento: Cine y Audiovisual (CAV)
- Departamento: Instituto de Estudios Teatrales (IET)
- Departamento: Instituto de Comunicación y Medios (ICM)
- Departamento: Mediación Cultural (MC)
- Théâtrothèque Gaston Baty, biblioteca universitaria adjunta a esta UFR.

### Lenguas, literaturas, culturas y sociedades extranjeras (LLCSE)
- Departamento: Estudios árabes, hebreos, indios e iraníes (EAHII)
- Departamento: Estudios Alemanes (EG)
- Departamento: Estudios Ibéricos y Latinoamericanos (EILA)
- Departamento: Estudios Italianos y Rumanos (EIR)
- Departamento: Instituto de Estudios Europeos (IEE)
- Departamento: Lenguas extranjeras aplicadas (LEA)
- Departamento: Mundo anglohablante (MA)

### Literatura, lingüística y didáctica (LLD)
- Departamento: Didáctica del francés como lengua extranjera (DFLE)
- Departamento: Instituto de Lingüística y Fonética General y Aplicada (ILPGA)
- Departamento: Literatura y Lingüística Francesa y Latina (LLFL)
- Departamento: Literatura general y comparativa (LGC)
- Instituto de Altos Estudios sobre América Latina (IHEAL)
- Escuela de Interpretación y Traducción (ESIT)

### Bibliotecas
Forman parte de la Sorbona Nueva las bibliotecas: Interuniversitaire des Langues Orientales, Santa Genoveva, Sainte-Barbe, Censier y próximamente el Gran Equipamiento Documental (GED) del Campus Condorcet y la biblioteca del Campus Nation.

## Presidentes
- 1971-1976: Raymond Las Vergnas
- 1976-1981: Jacques Chouillet
- 1981-1986: Henri Béhar
- 1986-1991: Robert Ellrodt
- 1991-1996: Suzy Halimi
- 1996-2001: Jean-Louis Leutrat
- 2001-2002: Jean-Michel Lacroix
- 2002-2008: Bernard Bosredon
- 2008-2014: Marie-Christine Lemardeley
- 2014-2018: Carle Bonafous-Murat
- 2018-2019: Raphael Costambeys-Kempczynski (interino)
- 2019-2023: Jamil Dakhlia
- 2023-presente: Daniel Mouchard

## Antiguos alumnos célebres
- Arnaud Desplechin, director de cine
- Cédric Klapisch, realizador, actor, productor
- Chiara Mastroianni, actriz y cantante
- Jean-Pierre Thiollet, escritor, ensayista